# Monika Fenn
Monika Fenn (* 1965) ist eine deutsche Geschichtsdidaktikerin.

## Leben
Fenn arbeitete ab 2001 als Wissenschaftliche Mitarbeiterin am Lehrstuhl für Didaktik der Geschichte von Hans-Michael Körner am Historischen Seminar der Ludwig-Maximilians-Universität München und wurde dort 2006 promoviert. 2012 wurde sie von der Universität Potsdam auf eine W2-Professur für Didaktik der Geschichte berufen.

## Schriften (Auswahl)
Monographien
- Zwischen Gesinnungs- und Sachbildung: Die Relevanz der Kategorie Heimat in Volksschulunterricht und Lehrerbildung in Bayern seit 1945 (= Schriften zur Geschichtsdidaktik. Bd. 23). Schulz-Kirchner, Idstein 2008, ISBN 978-3-8248-0318-7 (Dissertation, Universität München, 2008; Rezension von Wolfgang Einsiedler aus: Zeitschrift für bayerische Landesgeschichte. 29. April 2010).

Herausgeberschaften
- mit Ulrich Baumgärtner: Geschichte zwischen Kunst und Politik (= Münchner geschichtsdidaktisches Kolloquium. H. 4). Utz, München 2002, ISBN 3-89675-978-7.
- mit Ulrich Baumgärtner: Geschichte und Film: Erkundungen zu Spiel-, Dokumentar- und Unterrichtsfilm (= Münchner geschichtsdidaktisches Kolloquium. H. 7). Utz, München 2004, ISBN 3-8316-0402-9.
- mit Waltraud Schreiber: Geschichte ist überall (= Sache – Wort – Zahl. H. 69). Aulis, Köln 2005.
- Aus der Werkstatt des Historikers: Didaktik der Geschichte versus Didaktik des Geschichtsunterrichts (= Münchner Kontaktstudium Geschichte. Bd. 11). Utz, München 2008, ISBN 978-3-8316-0828-7.
- mit Gregor Meilchen: Bayerische Geschichte in Wissenschaft und Unterricht (= Münchner Kontaktstudium Geschichte. Bd. 14). Utz, München 2011, ISBN 978-3-8316-4123-9.
- mit Christiane Kuller: Auf dem Weg zu einer transnationalen Erinnerungskultur? Konvergenzen, Interferenzen und Differenzen der Erinnerung an den Ersten Weltkrieg im Jubiläumsjahr 2014. Wochenschau, Schwalbach/Taunus 2016, ISBN 978-3-7344-0401-6.
- mit Meik Zülsdorf-Kersting, Sebastian Barsch (Hg.): Fachdidaktik: Geschichts-Didaktik – Praxishandbuch für die Sekundarstufe I und II, Neuauflage, Cornelsen 2023, ISBN 978-3-589-16886-6.
- mit Peter Riedel: Perspektiven auf das Mittelalter. UTB, Stuttgart 2024, ISBN 978-3-8252-6214-3.